# マナス国立公園
マナス国立公園は、インドのアッサム州にある国立公園で、トラやゾウの保護区であると同時にユネスコの世界遺産（自然遺産）にもなっている。

## 名称の由来
公園の名前の由来はマナス川（Manas River）に由来しており、その川の名前自体は蛇の神マナサーにちなんでいる。マナス川は国立公園の中心部を通っているブラマプトラ川の支流のひとつである。

## 公園の歴史
マナス国立公園は、1928年10月1日に指定された面積 360 km2 の鳥獣保護区が端緒であり、1973年にはマナストラ保護区（Manas Tiger reserve）が設定された。鳥獣保護区以前には、マナス森林保護区（Manas Reserved Forest）と北カムラップ森林保護区（North Kamrup Reserved Forest）が設定されていたが、Cooch Behar royal family と Gauripurのラジャの狩猟用の保護区だったこともあった。
1951年と1955年に面積が増え、391 km2 になった。1985年12月にユネスコの世界遺産リストに登録され、1990年にはカヒタマ森林保護区（Kahitama R.F.）、コキラバリ森林保護区（Kokilabari R.F.）、パンバリ森林保護区（Panbari R.F.）が加えられて、マナス国立公園となった。しかし、1992年にユネスコは、密漁の横行やテロ活動を理由に「危機にさらされている世界遺産」リストに加えた。2008年2月25日には、面積が 950 km2 に増加した。
2011年、危機遺産登録から除外された。遺産に深刻な被害を与えていた民族紛争が解決し、その状態から回復しているためである。

## 集落
国立公園の中心部の村落は、森林の中のアグラング（Agrang）のみである。そのほかに国立公園を囲むように56以上の村落があり、それら周縁の村々の多くは、直接的かどうかを問わず、国立公園に依存している。

## 公園の地理
政治的な地理区分上は、アッサム州内の6つの地区（district）、つまり Kokrajhar、Bongaigaon、Barpeta、Nalbari、Kamrup、Darrangに属している。
自然地理学上は、マナスは東ヒマラヤ山麓に位置しており、鬱蒼とした森林に覆われている。ブラマプトラ川の支流であるマナス川が域内を流れる主な川である。マナス川は公園の西部を流れ、さらにBeki と Bholkaduba という2つの支流に分岐する。国立公園にはthe outer Himalayaの山麓の下に低く広く堆積した段丘が展開しており、そこをマナス川と他の5つの小川が流れている。川はインドとブータンの国境の役割も果たしている。
公園北部のサバナ地帯の bedrock は、石灰岩や砂岩でできている。それに対して南部の草原地帯は良質の沖積土が厚く積もって出来ている。
気候についていえば、最低気温は摂氏15度ほど、最高気温は37度ほどである。5月から9月の雨季には豪雨に見舞われ、年平均降水量は約 333 cm にもなる。

## 公園の自然誌

### 生物帯
マナスには草原生物帯（The grassland biome）と森林生物帯（The forest biome）という2つの主要な生物帯（biome）が存在している。 

### 植物相
植生: マナスのThe Burma Monsoon Forests は、the Indo-Gangetic and Indo-Malayan biogeographical realms の境界線に位置しており、the Brahmaputra Valley Biogeographic Provinceに属している。
Sub-Himalayan Bhabar Terai formation とriverine succession leading up to Sub-Himalayan mountain forest の組み合わせが、この地域に世界でも有数の豊かな生物多様性をもたらしている。
主な植生のタイプは以下のとおりである。
- Sub-Himalayan Light Alluvial Semi-Evergreen forests in the northern parts.
- East Himalayan mixed Moist and Dry Deciduous forests (the most common type).
- Low Alluvial Savanna Woodland
- Assam Valley Semi-Evergreen Alluvial Grasslands - これが公園内のおよそ半分を占める。

川辺の乾燥した落葉樹林帯は段階的に変化し、川から離れるに従って湿潤なものになる。また、公園の北部では半常緑の極相林が続く。
世界遺産の登録地域（かつてのいわゆる「核心地帯」）では543種の植物が記録されており、うち374種が双子葉植物（樹木89種を含む）、139種が単子葉植物、残る30種はシダ植物か裸子植物である。
公園内でよく見られる植物はムラサキフトモモ、ムラサキソシンカ（Bauhinia purpurea）、クスノハガシワ、タマラニッケイ（Cinnamomum tamala）、キワタ、ビワモドキ（Dillenia indica）、キダチキバナヨウラク（Gmelina arborea、シソ科）、ミロバランノキ（Terminalia chebula、シクンシ科）、ハリンハラ（Aphanamixis polystachya、センダン科）、クビナガタマバナノキ（Neolamarckia cadamba、アカネ科）、カレヤ・アルボレア（Careya arborea、サガリバナ科）、セイタカミロバラン（Terminalia bellirica）などである。
草原地帯は主にチガヤ、ダンチク、キワタ、ユカン（Phyllanthus emblica）のほか、クサギ属（Clerodendrum）、ウドノキ属（Leea）、ウオトリギ属（Grewia）、ハマクサギ属（Premna）などの仲間が見られる。

### 動物相

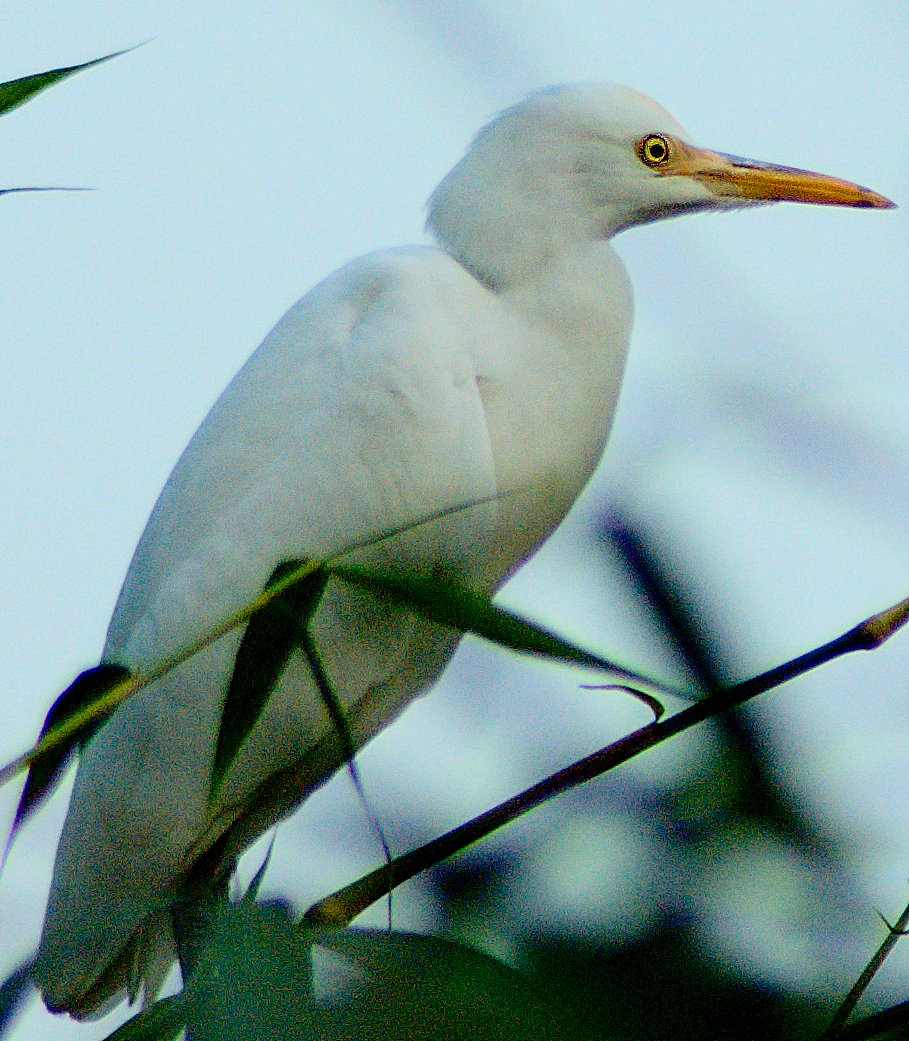
公園内のアマサギ

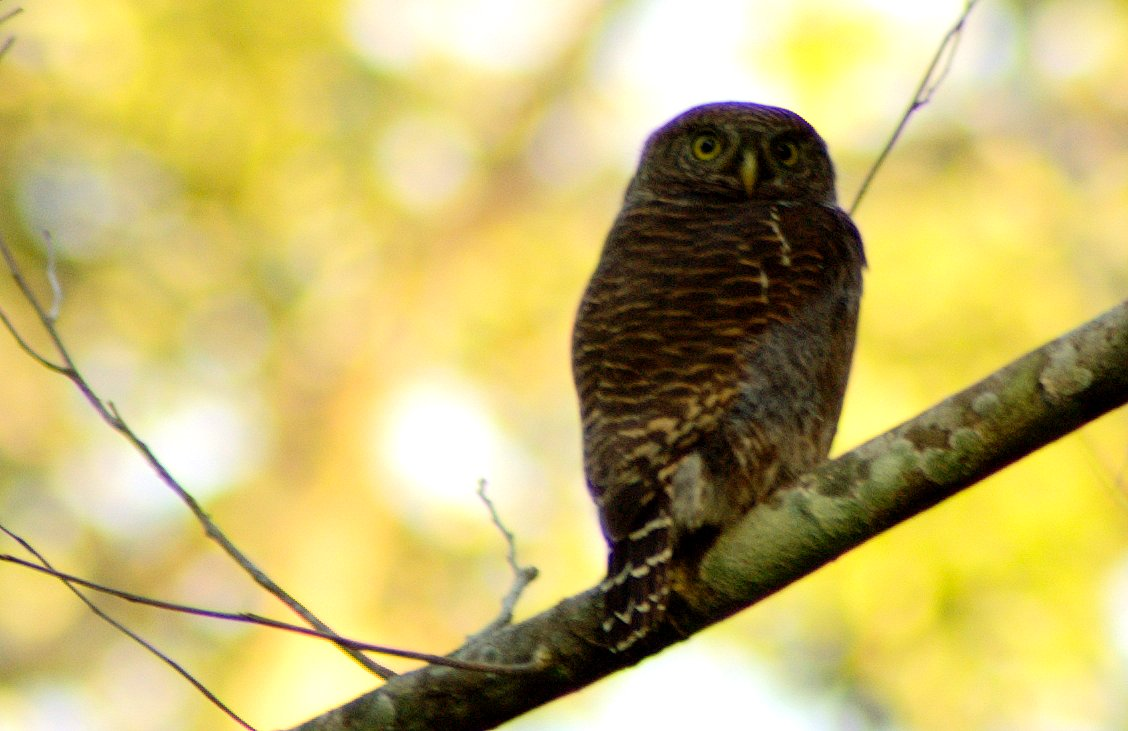
公園内のモリスズメフクロウ

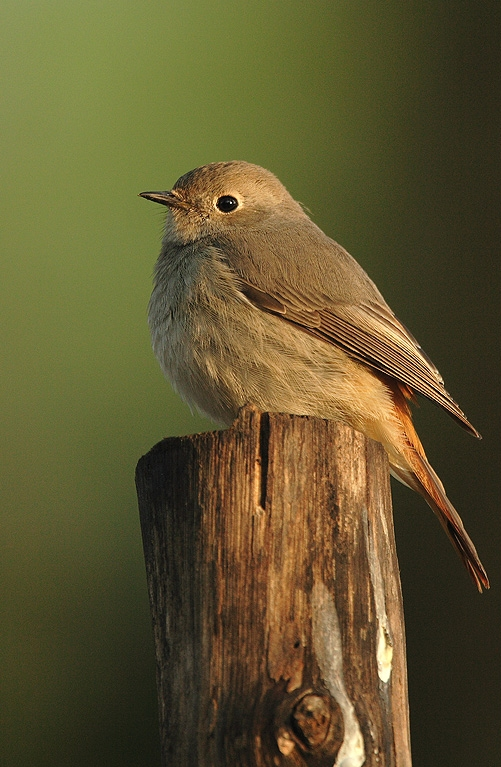
公園内のハイバネジョウビタキ

保護区では55種の哺乳類、380種の鳥類。50種の爬虫類、3種の両生類が確認されている。
保護区内では アジアゾウ（インドゾウ）、インドサイ、ガウル、アジアスイギュウ、バラシンガジカ、トラ、ヒョウ、ウンピョウ、アジアゴールデンキャット、ボウシラングール、ゴールデンラングール、アッサムモンキー、スローロリス、フーロックテナガザル、ビロードカワウソ、ナマケグマ、キョン、アクシスジカ、サンバーなどが見られる。
この保護区は、アッサムセタカガメ、アラゲウサギ、ゴールデンラングール、コビトイノシシのような稀少種や絶滅危惧種も棲息する。
マナスには約380種の鳥類も見られ、特に絶滅危惧種のベンガルショウノガンの生息数の多さは特筆に値する。他に見られる主な鳥としては、シロガシラ、アカツクシガモ、ミヤマハッカン、ヒイロサンショウクイ、カンムリワシ、ハヤブサ、ハチクイ、サイチョウ、アイサ、チュウヒ、ミサゴ、サギなどが挙げられる。

## 観光

### 動物の観察
1995年以降一般公開されるようになったこの公園で野生動物を観る一番の方法は、夜に夜間機能付きの遠くまで見通せる双眼鏡を使うことである。
また、アッサム州に属している公園の大部分を探検する理想的な手段の一つは、4WDのジープを使うことである。また、ボートを使ってMathanguriから35kmにわたってマナス川を下ることも人気のある選択肢といえる。だが何と言っても、多くの観光客から好まれているのは、Mathanguri からゾウの背に乗って観光することである。これは、公園の当局が管理している。
公園は雨季には閉園になる。

## 世界遺産
1985年に、「マナス野生生物保護区」の名で、カジランガ国立公園、ケオラデオ国立公園とともにインド初の自然遺産として登録された。

### 登録基準
この世界遺産は世界遺産登録基準のうち、以下の条件を満たし、登録された（以下の基準は世界遺産センター公表の登録基準からの翻訳、引用である）。
- (7) ひときわすぐれた自然美及び美的な重要性をもつ最高の自然現象または地域を含むもの。
- (9) 陸上、淡水、沿岸および海洋生態系と動植物群集の進化と発達において進行しつつある重要な生態学的、生物学的プロセスを示す顕著な見本であるもの。
- (10) 生物多様性の本来的保全にとって、もっとも重要かつ意義深い自然生息地を含んでいるもの。これには科学上または保全上の観点から、すぐれて普遍的価値を持つ絶滅の恐れのある種の生息地などが含まれる。

### 危機遺産登録
マナス野生生物保護区は、1992年に「危機にさらされている世界遺産」（危機遺産）リストに登録された。
分離独立も視野に入れた民族紛争などを背景に、反政府ゲリラが横行し、密猟などを繰り返した結果、野生生物たちの生存が脅かされたためである。被害が特に大きかったのは1990年から1994年のことで、その後は公園の管理体制なども立て直されている。